# NGC 4905
NGC 4905 (również PGC 44902) – galaktyka spiralna z poprzeczką (SB0-a), znajdująca się w gwiazdozbiorze Centaura. Odkrył ją John Herschel 30 marca 1835 roku.